# 東急バス下馬営業所
東急バス下馬営業所（とうきゅうバスしもうまえいぎょうしょ）は、東京都世田谷区下馬に位置する東急バスの営業所。主に都内を発着する高速バス・空港連絡バス、世田谷区下馬・野沢地区、目黒区祐天寺周辺の路線バスを管轄する。営業所の略号はSI。

## 概要
下馬営業所の敷地は、かつて東急バスの観光部門の営業所として使われていたもので、観光バス事業の縮小に伴い、観光バスセンターは1994年9月30日に大橋営業所下馬観光支所に格下げとなっていた。
1998年4月8日に東急バスが100%出資する子会社の東急トランセを設立し、同年7月28日に東急トランセが営業開始して直営路線の代官山循環線を運行開始するにあたり、観光バス事業は高津営業所に移管された（のちに観光バス事業は瀬田営業所へ移管されている）。
翌1999年より、東急バスの路線を東急トランセへ運行委託を開始するにあたり、1999年8月1日に東急トランセ下馬営業所に隣接する営業所として「東急バス下馬営業所」が新設され、大橋営業所から野沢線を移管されて営業開始した。同年度中に渋谷線・環七線の両路線が移管され、さらにこれにエビス・三軒茶屋・洗足の各路線を加えた計6路線を受け持っていたが、2010年代になって次々とほかの営業所へと移管されていき、一般路線の野沢線のみとなった。
なお、2001年3月に弦巻営業所管内でも運行委託が始まるまでは、東急トランセ委託路線を持つ唯一の営業所であった。このため当初、委託路線は各営業所からこの営業所に移管する形で進められた。その結果、当時の所管路線は都内の広範囲に及び、接続する鉄道駅もさまざまとなっていた。
2024年4月1日に東急トランセが東急バスに吸収合併された事に伴い、東急トランセへの管理委託が行われていた野沢線が東急バス直営となった。また、東急トランセにより直営で運行されてきた高速乗合バスや空港連絡バス（リムジンバス）、代官山線などの運行についても全て東急バスが継承し、東急バス下馬営業所直営での運行となっている。
高速路線バスで東急バスと共同運行を行う会社の車両の一部は当営業所で休憩する。現在は、上田バス・瀬戸内運輸・鴨川日東バスの車両が当営業所を使用している。主に、上田バスは前日の夜間から朝まで、瀬戸内運輸は担当日のみ朝から夜まで留置される。

## 沿革
- 1953年7月22日：観光営業所として開設。車両3両および乗務員を目黒営業所から移管。
- 1986年（月日不明）: 名称を「観光バスセンター」に変更。
- 1994年9月30日：観光バスセンター廃止。28両を減車した上で「東急バス大橋営業所下馬支所」に名称変更。
- 1998年
  - 4月1日：東急バスの完全子会社である株式会社東急トランセが設立される。
  - 7月28日：東急トランセの営業開始に伴い、観光バス事業を高津営業所へ移管。
- 1999年8月1日：東急トランセ下馬営業所と同位置に「東急バス下馬営業所」として新設、大橋営業所から野沢線を移管して営業開始。
- 2024年4月1日：東急トランセが東急バスに吸収合併された事に伴い、東急トランセが直営で運行してきた路線も含めた全路線が東急バス直営での運行となる。

## 現行路線

### 一般路線

#### 野沢線
- 黒09：目黒駅 → 中目黒駅 → 下馬一丁目 → 下馬営業所 → 野沢龍雲寺 → 下馬一丁目 → 中目黒駅 → 目黒駅（右回り）
- 黒09：目黒駅 → 中目黒駅 → 下馬一丁目 → 下馬営業所 → 野沢龍雲寺 → 下馬営業所
- 黒09：目黒駅 → 中目黒駅 → 下馬一丁目 → 下馬営業所
- 黒09：駒繋神社 → 野沢龍雲寺 → 下馬一丁目 → 中目黒駅 → 目黒駅

1952年4月15日に、渋谷駅と下馬・野沢地区の連絡を目的として開通した。開通後1年半は渋谷駅から鉢山・南平台付近を通り、西郷橋の下を経由して野沢龍雲寺に向かっていたが、1953年10月16日に渋谷駅東口発着に変更され、代官山・中目黒を迂回する経路となった。その後、1956年2月1日より都営バスとの共同運行で東急初の新宿乗入れ路線として明治通り経由で新宿駅東口まで至るようになり、都営に合わせて3ケタの系統番号、129系統を名乗った。

ところが、渋谷駅から自衛隊中央病院や公務員共済三宿病院への足としてほぼ同時に開設された三宿線、その後に展開された下馬線や渋谷線の登場で、宿山・下馬地区から渋谷駅へ向かうにはそちらの方が便利となる。
渋滞等による遅延のため新宿への直通利用が少なくなり、1977年12月16日に共同運行を解消すると、その後は徐々に便数も減っていく。渋谷駅直通も下馬線にその役目を譲る方向性が決められ、1984年2月16日の駒沢営業所閉鎖に伴うダイヤ改正の際に中目黒駅発着の折返便（中目01）が設定された。そして、1988年2月15日限りで渋谷駅発着便（渋70）を廃止。その後は中目黒 - 野沢龍雲寺を結ぶ短距離の路線として運行していた。1993年には野沢折返所の廃止に伴い一部経路を変更し下馬一丁目以西が渋32と同じ形態の循環路線となり、1999年8月1日には東急トランセへの委託第1号路線に選ばれて大橋より移管された。
2003年、中目黒駅近くの旧・千代田生命ビルが目黒区総合庁舎となったことを受け、同年1月16日に庁舎との連絡を目的に目黒駅へ延伸、黒09が新設された。2004年5月17日には平日の中目01が全て黒09となり、中目01は土曜・休日の朝の出庫→中目黒駅始発1便のみとなったが、現在は黒09・駒繋神社始発中目黒駅行として運行されている。このダイヤでは、中目黒駅到着後、折返して中目黒駅始発野沢龍雲寺循環目黒駅行となる。現在は1時間に3本前後が運行されている。一時期中型車を使用していたが、2018年9月より順次大型車も使用されている。入庫便として下馬営業所行も運転され、基本的には野沢龍雲寺を経由するが、目黒駅発の一部は野沢方面に行かず直接下馬営業所に入庫する便もある。出庫便は、営業所建て替え前は営業所構内にバス停あり、本路線以外にも環七線や渋谷線が使用していたが、建て替え後に構内のバス停が廃止されたため、現在は駒繋神社始発で運行される。(環七線・渋谷線は他営業所に移管)
また、2016年3月1日にエビス線と洗足線が移管されてから2024年に代官山線の運行を東急バスが継承するまでの間、下馬営業所で毎日まとまった本数の運行がある一般路線はこの野沢線が唯一となっていた。

#### 代官山線（代官山循環線）
- トランセ：渋谷駅西口→南平台町→伊太利屋本社前→青葉台二丁目→伊太利屋本社前→代官山駅入口→猿楽町→渋谷駅西口
- トランセ：渋谷駅西口→南平台町→伊太利屋本社前→代官山駅入口→猿楽町→渋谷駅西口
- トランセ：渋谷駅西口→南平台町→伊太利屋本社前→青葉台二丁目

1998年7月28日運行開始。東急トランセ設立当初の直営路線である。
代官山線は、渋谷駅西口から南平台町、旧山手通り、東急東横線代官山駅入口、猿楽町を経て渋谷駅に戻る循環路線。通常ルートの途中に、目黒区青葉台地区を通るフリー降車区間があるのが特徴である。
バスに系統番号の掲示はなく、方向幕には「渋谷駅　代官山」と、その間に循環路線であることを示す丸い矢印のマークが表示されている。ただし下馬営業所の路線図では「トランセ」が系統番号と同じように用いられている。
始発以降の数便は青葉台二丁目を通らず、渋谷発20時10分以降のバスは青葉台二丁目止まりである。運行時間は8時 - 20時30分（渋谷駅停留所発）で、6 - 15分間隔と本数は多い。
東急バスがワンランク上のバスサービスを目指した東急コーチに続くものとして、新会社として発足した東急トランセの新しいバスサービスとなるべく様々な工夫が凝らされた。その一環として専用カラーのバリアフリー車両での運行、専属女性運転士によるきめ細かなマイクアナウンスと接遇サービス、独自の専用交通ICカード「トランセカード」（後述）が導入された。
東急コーチに続きデマンドバス方式を採用し、運行開始当初は青葉台二丁目停留所でデマンド運行を行っていた。その後、2011年6月1日より早朝以外の全便が経由するようになり、同日よりバスナビゲーションシステムが導入された。
代官山線のバス運転士（同社では独自の呼称として「サービスプロバイダー」を使用）は運行開始以来、専属運転士として女性のみが採用され、当初は代官山循環線専用デザインの女子用制服も存在した。制帽にリボンがあしらわれ、スラックスの他にキュロットスカートの制服も用意されていた。2014年からは男性運転士も担当している。また現在は代官山循環線専用の女子制服は廃止され、女性運転士の制服は東急トランセと共通のものになっている。
2024年4月1日に東急トランセが東急バスに吸収合併された事に伴い、当路線の運行も東急バスが継承した。ただし、当路線と貸切バス（後述）について「TOKYU TRANSSÉS（東急トランセ）」の愛称を同日以降も継続して使用している。
路線沿革
- 1998年（平成10年）
  - 4月8日 - 東急トランセ設立[2]。
  - 7月28日 - 東急トランセ直営路線として、代官山循環線を運行開始[2]。
    - 初代専用車両の三菱・ローザ4台（SI7801～7803・7805）で運行開始。
    - 専属運転士として女性のみを新規採用。
    - デマンドバス方式を採用し、青葉台二丁目でデマンド運行を行う。
    - 専用バスカードとして非接触式ICカード「トランセカード」を発行。

  - 11月 - 三菱・ローザ1台（SI7816）を増車。
- 2006年（平成18年）
  - 7月28日 - 2代目車両として日野・リエッセを5台（SI7811 - 7815）を導入。運行開始時に導入された初代ローザ4台を代替。
- 2007年（平成19年）
  - 8月23日 - トランセカードを廃止。代替として磁気式「代官山循環線専用バスカード」を発行。
  - 8月24日 - PASMOを導入、Suicaも利用可能となる。
- 2008年（平成20年）
  - 11月 - 日野・リエッセ（SI7816）1台を増車。予備車として残っていたローザ（SI7816）を代替。
- 2015年（平成27年）
  - 4月1日 - 運賃制度リニューアル[4][5]。
    - 磁気式「代官山循環線専用バスカード」販売終了（3月31日）[6]。
    - 「複数人数割引」「日曜祝祭日割引」を廃止（3月31日）。
    - 東急バス一日乗車券が利用可能となる。
    - 代官山循環線専用回数券を発売。

  - 9月30日 - 磁気式「代官山循環線専用バスカード」利用終了[6]
- 2017年（平成29年）
  - 11月 - 3代目車両として、日野・ポンチョ（SI6701 - 6702）を導入。
- 2018年（平成30年）
  - 3月 - 日野・ポンチョ（SI6703 - 6704）を導入、リエッセ（SI7811 - 7814）を代替。
  - 9月 - 日野・ポンチョ（SI6805）を導入、リエッセ（SI7815）を代替。
- 2019年（令和元年）
  - 10月1日 - 消費税率10%へ増税に伴い運賃改定、大人160円に値上げ。専用回数券の券種を変更。
- 2024年（令和6年）
  - 4月1日 - 東急トランセが東急バスへ吸収合併され路線の運行を東急バスが継承。

### 空港連絡バス

#### 羽田空港発着

##### 渋谷羽田空港線
- 渋谷マークシティ → 渋谷駅（渋谷フクラス） → セルリアンタワー東急ホテル  →  羽田空港第2ターミナル → 羽田空港第1ターミナル → 羽田空港第3ターミナル
- 渋谷マークシティ ← セルリアンタワー東急ホテル ← 渋谷駅（渋谷フクラス）  ←  羽田空港第1ターミナル ← 羽田空港第2ターミナル ← 羽田空港第3ターミナル
- 渋谷マークシティ ← セルリアンタワー東急ホテル ← 渋谷駅西口  ←  羽田空港第1ターミナル ← 羽田空港第2ターミナル ← 羽田空港第3ターミナル
- 【運休中】（深夜・早朝アクセスバス）二子玉川ライズ・楽天クリムゾンハウス ← 二子玉川駅 ←渋谷マークシティ ← セルリアンタワー東急ホテル ← 渋谷駅西口 ← 六本木ヒルズ ← 羽田空港第2ターミナル←羽田空港第3ターミナル

京浜急行バス・東京空港交通と共同運行。
2000年7月19日運行開始。一部の便は、羽田空港第1ターミナルや渋谷駅西口を通過する。二子玉川・渋谷・六本木発の羽田方面行は京浜急行バスが担当する。また、早朝・深夜便アクセスバスは通常便と運賃が異なる。
路線沿革
- 2000年（平成12年）7月19日：運行開始。大橋営業所所管。
- 2001年（平成13年）5月16日：大橋営業所から弦巻営業所へ移管。同時に東急トランセへの管理委託を開始。
- 2014年（平成26年）9月1日：弦巻営業所から下馬営業所へ移管。
- 2015年（平成27年）4月1日：早朝深夜アクセスバスとして六本木ヒルズへ乗り入れる系統を新設。また、早朝深夜便については二子玉川地区まで乗り入れ。
- 2016年（平成28年）7月13日：東急トランセ直営での運行に変更。
- 2019年（令和元年）12月6日：渋谷駅（渋谷フクラス）へ乗り入れ開始。
- 2024年（令和6年）4月1日：東急トランセが東急バスに吸収合併された事に伴い、路線の運行を東急バスが継承。

##### 高速渋谷木更津線（旧：二子玉川羽田空港線）
- 二子玉川ライズ・楽天クリムゾンハウス  →  羽田空港第2ターミナル → 羽田空港第1ターミナル → 羽田空港第3ターミナル

京浜急行バスと共同運行。
2024年（令和7年）7月1日に新羽営業所へ移管したものの、始発の1便のみ下馬営業所のにて引き続き運行。移管以降、下馬営業所では高速渋谷木更津線へ編入されている。路線の詳細については移管・廃止路線の項目を参照の事。
路線沿革
- 2024年（令和6年）7月1日：早朝の一便を除き新羽営業所へ移管。

##### 大崎羽田空港線
- 大崎駅西口 → 大井町駅 → 品川シーサイド駅 → 羽田空港第2ターミナル → 羽田空港第1ターミナル → 羽田空港第3ターミナル
- 大崎駅西口 ← 大井町駅 ← 品川シーサイド駅 ← 羽田空港第1ターミナル ← 羽田空港第2ターミナル ← 羽田空港第3ターミナル
- 大崎駅西口 → 大井町駅 → 羽田空港第2ターミナル → 羽田空港第1ターミナル → 羽田空港第3ターミナル
- 大崎駅西口 ← 大井町駅 ← 羽田空港第1ターミナル ← 羽田空港第2ターミナル ← 羽田空港第3ターミナル
- 大井町駅 → 品川シーサイド駅 → 羽田空港第2ターミナル → 羽田空港第1ターミナル → 羽田空港第3ターミナル
- 大井町駅 ← 品川シーサイド駅 ← 羽田空港第1ターミナル ← 羽田空港第2ターミナル ← 羽田空港第3ターミナル
- 大井町駅 → 羽田空港第2ターミナル → 羽田空港第1ターミナル → 羽田空港第3ターミナル
- 大井町駅 ← 羽田空港第1ターミナル ← 羽田空港第2ターミナル ← 羽田空港第3ターミナル
- 武蔵小山駅 → 大井町駅 → 品川シーサイド駅 → 羽田空港第2ターミナル → 羽田空港第1ターミナル → 羽田空港第3ターミナル
- 武蔵小山駅 ← 大井町駅 ← 品川シーサイド駅 ← 羽田空港第1ターミナル ← 羽田空港第2ターミナル ← 羽田空港第3ターミナル
- 武蔵小山駅 ← 大井町駅 ← 羽田空港第1ターミナル ← 羽田空港第2ターミナル ← 羽田空港第3ターミナル

京浜急行バスと共同運行。
運行開始当初は大崎駅西口バスターミナルと羽田空港の間を直行で運行していたが、2020年9月1日より京浜急行バスが単独で運行していた大井町駅・品川シーサイド駅～羽田空港線と統合された。また、2023年2月10日には武蔵小山駅への乗り入れも開始した。
路線沿革
- 2016年（平成28年）12月17日：大崎駅～羽田空港が運行開始。
- 2020年（令和2年）9月1日：京浜急行バス単独路線であった大井町駅・品川シーサイド駅～羽田空港線と路線統合。
- 2023年（令和5年）
  - 2月10日：一部便が武蔵小山駅への乗り入れ開始。
  - 3月1日：クレジットカードのタッチ決済による乗車サービスを開始
- 2024年（令和6年）4月1日：東急トランセが東急バスに吸収合併された事に伴い、路線の運行を東急バスが継承。

##### 新宿羽田空港線
- 東急歌舞伎町タワー → 羽田空港第2ターミナル → 羽田空港第1ターミナル → 羽田空港第3ターミナル
- 東急歌舞伎町タワー ← 羽田空港第1ターミナル ← 羽田空港第2ターミナル ← 羽田空港第3ターミナル

東京空港交通と共同運行。
東急歌舞伎町タワーの開業に合わせて運行を開始した。東京空港交通が運行する他の新宿エリア発着の路線とは別で独立した系統として運行されている。
路線沿革
- 2023年（令和5年）4月16日：路線開設。
- 2024年（令和6年）4月1日：東急トランセが東急バスに吸収合併された事に伴い、路線の運行を東急バスが継承。

#### 成田空港発着

##### 新宿成田空港線
- 東急歌舞伎町タワー → 成田空港第3ターミナル → 成田空港第2ターミナル → 成田空港第1ターミナル
- 東急歌舞伎町タワー ← 成田空港第1ターミナル ← 成田空港第2ターミナル ← 成田空港第3ターミナル

東京空港交通と共同運行。
東急歌舞伎町タワーの開業に合わせて運行を開始した。東京空港交通が運行する他の新宿エリア発着の路線とは別で独立した系統として運行されている。
路線沿革
- 2023年（令和5年）4月16日：路線開設。
- 2024年（令和6年）4月1日：東急トランセが東急バスに吸収合併された事に伴い、路線の運行を東急バスが継承。

##### 渋谷成田空港線
- 渋谷マークシティ → 渋谷駅（渋谷フクラス） → セルリアンタワー東急ホテル → 成田空港
- 渋谷マークシティ ← セルリアンタワー東急ホテル ← 渋谷駅（渋谷フクラス） ← 成田空港
- 【LCB】渋谷駅（渋谷フクラス） ⇔ 成田空港
- （運休中）二子玉川ライズ・楽天クリムゾンハウス → 渋谷マークシティ → 渋谷駅（渋谷フクラス） → セルリアンタワー東急ホテル →  成田空港
- （運休中）二子玉川ライズ・楽天クリムゾンハウス ← 二子玉川駅 ← 渋谷駅（渋谷フクラス）※一部便のみ  ← 渋谷マークシティ ← セルリアンタワー東急ホテル ← 成田空港

路線沿革
- 2013年（平成25年）7月16日：開設。
- 2015年（平成27年）12月1日：二子玉川ライズ・楽天クリムゾンハウスへ延伸。[7]
- 2018年（平成30年）4月：特別車両"Tokyu Bus Super Cabin"を導入[8]。
- 2019年（令和元年）
  - 10月1日：二子玉川駅が降車専用停留所へ変更される。[9]
  - 12月6日：渋谷駅（渋谷フクラス）へ乗り入れ開始。[10]
- 2022年（令和4年）8月1日：LCB（ローコストバス）渋谷駅～成田空港系統新設。
- 2024年（令和6年）7月1日：下馬営業所へ移管

東京空港交通と共同運行（LCB系統を除く）。
元々は東京空港交通が単独運行していた渋谷地区 - 成田空港線を二子玉川駅に延伸し、東急バスが参入して共同運行となったものである。
2022年（令和4年）8月1日に東急バスで初となるLCB（ロー・コスト・バス）路線が開設され、日に3往復が運行されている（同年12月16日のダイヤ改正で2往復に減便）。成田空港行きは事前予約の座席定員制で、予約サイトはリムジンバス予約Webを利用する。運賃体系や成田空港内の乗り場に関しては従来系統と異なるものの、書類上は二子玉川成田空港線の一系統の扱いとなっている。
2022年（令和4年）12月16日より、新型コロナウイルス感染拡大に伴い運休していた従来系統について、渋谷エリア～成田空港において一部便の運行を再開した。運休前と運転再開後で渋谷エリア内の停車順序が異なるため、運休前の運行状況については（運休中）と記載されたものを参照のこと。
2024年（令和6年）7月1日より、二子玉川羽田空港線の新羽営業所への移管と引き換えに当路線の運行を移管。引き続き二子玉川地区への乗り入れは休止が継続しており、移管後は渋谷成田空港線と路線名も改められている。

### 高速乗合バス

#### 昼行高速バス

##### 高速渋谷河口湖線
- 渋谷駅（マークシティ） → （東名高速道路） → 御殿場市立図書館前 → 富士学校前 → 富士急ハイランド → 河口湖駅
- 渋谷駅（マークシティ） → 二子玉川ライズ・楽天クリムゾンハウス → （東名高速道路） → 御殿場プレミアム・アウトレット → 富士学校前 → 富士急ハイランド → 河口湖駅
- 渋谷駅（マークシティ） → 二子玉川ライズ・楽天クリムゾンハウス → （東名高速道路） → 富士急ハイランド → 河口湖駅
- 渋谷駅（マークシティ） → （東名高速道路） → 富士急ハイランド → 河口湖駅
- 渋谷駅（マークシティ） ← （東名高速道路） ← 御殿場市立図書館前 ← 富士学校前 ← 富士急ハイランド ← 河口湖駅 ← 富士山駅
- 渋谷駅（マークシティ） ← （東名高速道路） ← 御殿場市立図書館前 ← 富士学校前 ← 富士急ハイランド → 河口湖駅
- 渋谷駅（マークシティ） ← 二子玉川駅 ← （東名高速道路） ← 御殿場プレミアム・アウトレット ← 富士学校前 ← 富士急ハイランド ← 河口湖駅
- 渋谷駅（マークシティ） ← 二子玉川駅 ← （東名高速道路）  ← 富士学校前 ← 富士急ハイランド ← 河口湖駅

京王バス・フジエクスプレス・富士急バスと共同運行
路線沿革
- 2014年（平成26年）12月19日：路線開設。
- 2016年（平成28年）7月1日：全便が富士学校前に停車。
- 2019年（令和元年）6月20日：二子玉川地区の乗り場を二子玉川駅から二子玉川ライズ・楽天クリムゾンハウスに変更。（渋谷方面行きの降車扱いについては従来通り二子玉川駅のままとなっている）
- 2022年（令和4年）4月1日：御殿場プレミアム・アウトレットを経由する系統と渋谷マークシティから富士急ハイランドへ直行する系統（富士急バス又はフジエクスプレスが運行）を新設。
- 2024年（令和6年）4月1日：東急トランセが東急バスに吸収合併された事に伴い、路線の運行を東急バスが継承。

##### 高速渋谷藤枝線
- 渋谷駅（マークシティ） ⇔ （東名高速道路）⇔ 仮宿 - 藤枝駅南口
- 【運休中】渋谷駅（マークシティ） ⇔ （東名高速道路）⇔ 東名御殿場 ⇔ 仮宿 - 藤枝駅南口

しずてつジャストラインと共同運行。
運行開始当初は、東名御殿場と富士山静岡空港を経由する系統と経由しない系統の2系統での運行となっていた。2020年以降、新型コロナウイルス感染症流行の影響を受け、当路線についても全便運休などの影響が発生した。その後、運行再開したものの、2024年5月現在、特定日運行並びに東名御殿場・富士山静岡空港を経由しない系統のみでの運行となっていた。2024年6月1日のダイヤ改正に伴い藤枝駅南口～相良営業所を廃止した。
路線沿革
- 2016年（平成28年）12月16日：路線開設。
- 2019年（令和元年）10月1日：「高速バス岡部営業所」停留所を廃止。
- 2024年（令和6年）
  - 4月1日：東急トランセが東急バスに吸収合併された事に伴い、路線の運行を東急バスが継承。
  - 6月1日：運行区間を渋谷～藤枝駅南口へ短縮。[13]。路線名称を「高速渋谷藤枝線」へ改称。

##### 高速渋谷草津線
- 渋谷駅（マークシティ） - 中野坂上駅 ⇔ （関越自動車道） ⇔ （上信越自動車道） ⇔ 軽井沢72ゴルフ - 軽井沢プリンスホテル・ウエスト - 軽井沢駅 - 東急ハーヴェストクラブ旧軽井沢 - 北軽井沢 - 草津温泉バスターミナル - 草津温泉ホテル櫻井
- 渋谷駅（マークシティ） ← 中野坂上駅 ← （関越自動車道） ←  草津温泉バスターミナル ← 草津温泉ホテル櫻井
- 【運休中】二子玉川ライズ・楽天クリムゾンハウス - 渋谷駅（マークシティ） - 中野坂上駅 ⇔ （関越自動車道） ⇔ （上信越自動車道） ⇔ 軽井沢72ゴルフ - 軽井沢プリンスホテル・ウエスト - 軽井沢駅 - 東急ハーヴェストクラブ旧軽井沢 - 北軽井沢 - 草津温泉バスターミナル - 草津温泉ホテル櫻井

京王バス・西武バス・上田バスと共同運行。
2025年（令和7年）3月現在、西武バス・上田バスの運行する便については運休しており、二子玉川乗り入れ便についても両社が運行していたため、運休となっている。
路線沿革
- 2017年（平成29年）3月16日：運行開始[14]。
- 2018年（平成30年）12月14日：ダイヤ改正、季節ごとにダイヤを設定[15]。
- 2019年（平成31年）2月1日：一部便をたまプラーザ駅または二子玉川ライズ・楽天クリムゾンハウスまで延伸[16]。
- 2022年（令和4年）
  - 11月1日：ダイヤ改正。たまプラーザ駅での乗降取り扱いを終了する[17]
  - 12月1日：「中野坂上駅」停留所を新設し全便が経由開始。[18]。
- 2024年（令和6年）
  - 4月1日
    - 東急トランセが東急バスに吸収合併された事に伴い、路線の運行を東急バスが継承。
    - ダイヤ改正を実施。草津温泉から中野坂上駅・渋谷マークシティまで直行する系統を新設。[19]

  - 6月1日：ダイヤ改正を実施。渋谷マークシティ・中野坂上駅から草津温泉まで直行する系統を新設。[20]

##### 高速渋谷木更津線
- 渋谷駅（マークシティ） ⇔ （首都高速道路） ⇔ （東京湾アクアライン） ⇔ 袖ケ浦バスターミナル - 木更津駅西口
- 渋谷駅（マークシティ） ⇔ （首都高速道路） ⇔ （東京湾アクアライン） ⇔ 三井アウトレットパーク 木更津

京王バス・小湊鉄道と共同運行
路線沿革
- 2018年（平成30年）7月10日：渋谷マークシティ～木更津駅系統を開設。
- 2019年（令和元年）8月1日：渋谷マークシティ～三井アウトレットパーク木更津系統を新設。
- 2024年（令和6年）4月1日：東急トランセが東急バスに吸収合併された事に伴い、路線の運行を東急バスが継承。

##### 高速渋谷鴨川線（シーバレー号）
- 【運休中】渋谷駅（マークシティ） ⇔ （首都高速道路） ⇔ （東京湾アクアライン） ⇔ 木更津金田バスターミナル - 木更津中郷 - かずさアーク - クルックフィールズ入口 - 君津ふるさと物産館 - 安房鴨川駅 - 鴨川シーワールド - 亀田病院

日東交通と共同運行。
久留里駅前を経由する各駅停車と、クルックフィールズ入口を経由する急行の2系統を運行。2019年8月1日より急行系統がクルックフィールズ入口に停車開始。2020年7月23日から二子玉川ライズ・楽天クリムゾンハウス、富崎神社、小櫃駅前、俵田、久留里駅前、久留里城三の丸跡、平山、松丘、笹停留所を廃止。
木更津金田バスターミナルは渋谷・安房鴨川の両方向に対し乗降可能だが、土休日の一部の便は停車しない。安房鴨川駅 - 亀田病院間はゴールデンウィークは運行しない。
路線沿革
- 2018年（平成30年）10月1日 - 日東交通・鴨川日東バスの2社が先行して運行開始[24]。
- 2019年（平成31年）3月1日 - 東急トランセが運行に参入[25]。二子玉川へ延伸。
- 2020年（令和2年）
  - 4月6日 - 新型コロナウイルス感染拡大の影響により、当面の間運休。
  - 7月23日 - 急行便4往復のみの臨時ダイヤで運行再開。普通便のみ停車していた停留所と二子玉川地区の停留所を廃止。
  - 10月1日 - 感染再拡大のため、当面の間運休。
- 2024年（令和6年）4月1日：東急トランセが東急バスに吸収合併された事に伴い、路線の運行を東急バスが継承。

#### 夜行高速バス

##### 高速渋谷今治線
- 渋谷駅（マークシティ） - 二子玉川ライズ・楽天クリムゾンハウス ⇔ 三島川之江IC・新居浜営業所 - 西条登道 - 壬生川駅前 -  今治駅前 - 今治桟橋

瀬戸内運輸と共同運行。
1998年まで東急バスが運行していた「ミルキーウェイ」撤退以来、東急バスグループとしては18年ぶりの夜行路線である。 
元は京浜急行バスと瀬戸内運輸が共同運行していた路線で、東京側は品川バスターミナル発着で浜松町バスターミナルを経由していたが、東急トランセ参入と同時に現在のルートとなった。京急は2015年9月30日に運行から撤退した後、2016年4月14日まで東京側での予約業務を継続していた。

路線沿革
- 2016年（平成28年）4月15日：運行開始[27]。
- 2018年（平成30年）10月1日：今治駅前への乗り入れ開始、今治国際ホテルの停車を廃止[28]。
- 2024年（令和6年）4月1日：東急トランセが東急バスに吸収合併された事に伴い、路線の運行を東急バスが継承。

##### 高速東京室堂線
- 東京駅南口（丸の内口） - 渋谷駅（フクラス9番） - 東急歌舞伎町タワー - 池袋駅東口 ⇔ 弥陀ヶ原 - 天狗平 - 室堂

西武観光バス・富山地方鉄道と共同運行。
夏季期間運行路線。上りは昼行便。1往復を3社で順番で運行。
路線沿革
- 2023年（令和5年）7月14日：路線開設。
- 2024年（令和6年）4月1日：東急トランセが東急バスに吸収合併された事に伴い、路線の運行を東急バスが継承。

### 定期観光バス

#### SHIBUYA STREET RIDE

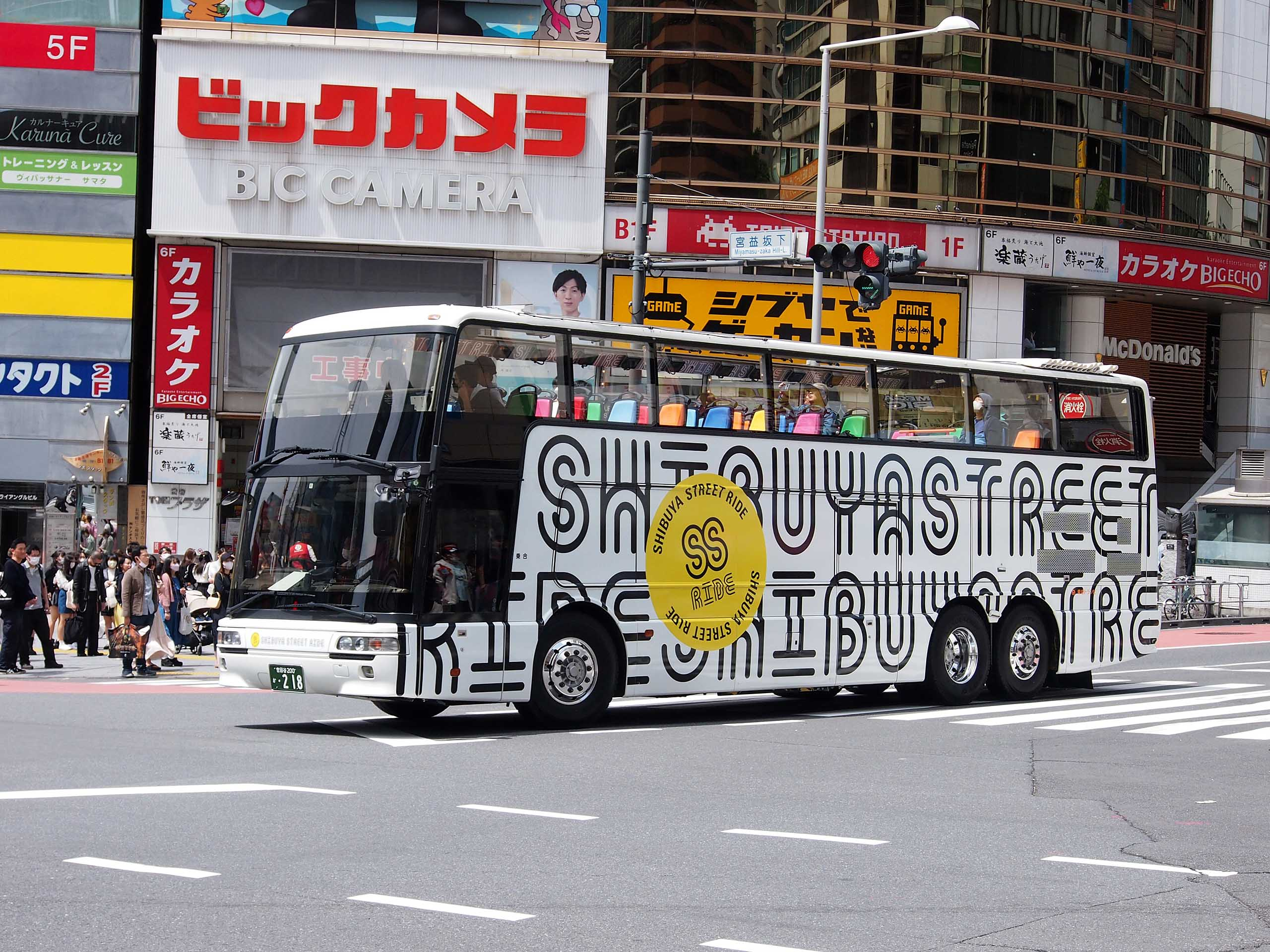
SHIBUYA STREET RIDE
三菱ふそう・エアロキング（KC-MU612TA改）

2023年3月に運行を開始した、オープントップバスによる定期観光バス。渋谷フクラスのバスターミナルを基点に渋谷・原宿・神宮外苑・表参道エリアを周回する。2023年4月28日からは東急歌舞伎町タワーと渋谷フクラスを結ぶコースも設定される。車両ははとバスのオープントップバス「オーソラミオ」として活躍した三菱ふそう・エアロキングを購入した。

この前段として、2022年9月2日の東急グループ創立100周年を記念して2022年10月8日から2022年11月27日の土曜・日曜・祝日に「渋谷オープントップバスツアー」が運行された。

## 移管・廃止路線

### 渋谷線
- 渋32：渋谷駅 → 大橋 → 三宿 → 下馬一丁目 → 下馬営業所 → 野沢龍雲寺 → 渋谷駅
- 渋32：渋谷駅 → 大橋 → 三宿 → 下馬一丁目 → 下馬営業所 → 野沢龍雲寺 → 下馬営業所（深夜バス）
- 渋33：渋谷駅 - 大橋 - 三宿 - 下馬営業所 - 都立大学駅前 - 奥沢駅 - 雪が谷 - 多摩川駅（瀬田と共管）
- 渋34：渋谷駅 - 大橋 - 三宿 - 下馬営業所 - 都立大学駅北口 - 東京医療センター
- 渋34：渋谷駅 - 大橋 - 三宿 - 下馬営業所
- 渋34：下馬営業所 - 都立大学駅北口 - 東京医療センター
- 多摩01　東京医療センター - 都立大学駅前 - 緑ヶ丘駅 - 雪が谷 - 多摩川駅

1959年5月1日に渋谷駅 - 都立大学 - 雪が谷 - 下丸子 - 池上駅 - 大森駅の運行が開始（のちに大森操車所まで延長）されたのが始まりで、当時は淡島・池上が担当した。ただし、これ以前に池上担当で大森駅 - 雪が谷を結ぶ路線があり、渋谷線はこれを延長する形で成立している。この経緯から、池上側より渋谷へ向かう路線ということで「渋谷線」の線名が付いた。その後、定時性の低下に伴う長距離路線分断の流れの中で、1981年5月26日に渋谷駅 - 丸子橋（淡島が担当し、渋谷線の線名と渋33の系統番号を継承）と田園調布駅 - 大森操車所（池上担当、森10）に分割された。
なお、渋33の北側は三宿線（渋31）・下馬線（渋32）などの並行路線があり、南側は東急電鉄の路線がすぐ近くを走っていることから渋33の独自性は低く、1988年に渋34（渋谷駅 - 都立大学駅北口、都立大学駅北口付近は右回り経路）が運行を開始し、更なる運用効率化が図られた。1989年（平成元年）12月16日、丸子橋折返所の廃止に伴い渋33の発着が多摩川園（現・多摩川駅）に変更され、1999年8月24日をもって下馬に移管され、東急トランセへの委託路線となった。
2002年10月16日には、トランセ委託後初の大規模な改正があり、多摩川駅からの折り返し便に相当する多摩01が運行を開始、渋34も発着点が東京医療センターに変更された。これにより、渋谷駅 - 多摩川駅を通し運行する渋33は朝のみの運行に縮小されている。
2003年6月16日のダイヤ改正により、渋32の深夜バスが新設され、深夜バスおよびその直前の便を下馬が受け持つようになった。
2011年3月1日のダイヤ改正では渋33が平日のみの運転となり、渋33の一部と多摩01が瀬田に移管されて雪が谷線に変更された（その後、渋33系統は2018年2月28日をもって廃止）。
2014年9月1日のダイヤ改正で、淡島営業所の担当に戻された。

ちなみに、雪が谷と大森駅の間には渋谷線とは別に、池上営業所と京浜急行電鉄（現・羽田京急バス）の共管路線、空港線（園11）が存在した。空港線の運行ルートは洗足池 - 大田区役所前（現・大田文化の森）が池上単独の大森線（森05）と重複し、洗足池では乗客を載せたままバス転回所で折り返していた。東急が撤退し共同運行を解消した後も京急はそのまま園11として運行を継続。1993年（平成5年）には羽田空港国内線ターミナルが移転するも国際線ビル打ち切りで残ったが、1998年（平成10年）、大田区役所の蒲田駅前移転で存続の意味を失ったとして廃止された。

### 環七線
- 森91：大森操車所 - 大森駅山王口 - 馬込駅前 - 長原 - 洗足駅入口 - 野沢交番前 - 野沢龍雲寺 - 上馬 - 駒留 - 若林駅前 - 新代田駅前
- 森91：大森操車所 → 大森駅山王口 → 馬込駅前 → 長原 → 洗足駅入口 → 野沢交番前 → 野沢龍雲寺
- 森91：新代田駅前 → 若林駅前 → 若林交番
- 森91：野沢交番前 → 上馬 → 若林駅前 → 新代田駅前
- 森91：柿の木坂二丁目 → 洗足駅入口 → 長原 → 馬込駅前 → 大森駅山王口 → 大森操車所

都営バスと相互乗り入れをしていた大森操車所 - 新宿駅西口間の路線が前身で、1984年2月15日に分割されて大森側が現在の森91系統となった（新宿側は都営単独の宿91系統として野沢銀座止まりとなる）。1999年10月16日付で大橋から下馬へ移管され、同時に東急トランセ管理委託路線となった。下馬営業所への出入庫のため、下馬営業所 - 野沢交番前 - 新代田駅、下馬営業所 - 野沢龍雲寺 - 大森操車所の出入庫系統があったが、2014年4月1日のダイヤ改正で下馬営業所発着系統の下馬通り部分はすべて廃止・短縮され、新代田駅 → 若林交番、野沢交番前 → 新代田駅前、大森操車所 → 野沢龍雲寺となった。
2014年6月1日のダイヤ改正で、下馬営業所から弦巻営業所へ移管された。入出庫便は大森操車所 - 駒留、新代田駅前 → 若林交番、野沢交番前→新代田駅前に変更された（駒留・若林交番・野沢交番前～弦巻営業所は回送）。

都営の宿91系統は分断後、野沢銀座から野沢龍雲寺折返所まで回送のうえ折返していたが、同折返所の廃止により1993年に駒沢陸橋へ延長したのち2013年3月31日をもって東急エリアの駒沢陸橋 - 新代田駅前間（森91系統との並行区間は野沢交番～新代田駅前）を短縮、新代田駅前で完全に分断される形となった。

### 三軒茶屋線
- 黒06：目黒駅 - 元競馬場前 - 祐天寺駅 - 五本木一丁目 - 学芸大学付属高校 - 日大生物資源科学部(現在は日大前) - 三軒茶屋駅

1950年、旧目黒自動車運輸（目黒営業所の前身）の目黒駅 - 祐天寺駅間を復活させ、三軒茶屋まで延長して開業。2002年7月16日に下馬に移り、トランセ委託路線となった。2014年9月1日のダイヤ改正で、若林百貨店循環線と共に弦巻営業所へ移管された。

### 若林百貨店循環線
- 若01：若林折返所 → 淡島 → 駒場 → 青葉台四丁目 → 東急百貨店本店前 → 道玄坂上 → 青葉台四丁目 → 駒場 → 淡島 → 若林折返所

2013年8月30日開業。2014年9月1日のダイヤ改正で、三軒茶屋線と共に弦巻営業所へ移管された。その後、2015年12月1日に淡島営業所の若林線渋52系統と統合、新・渋52系統として当初は停車しなかった渋谷駅を経由するようになった。

### エビス線
- 恵32：恵比寿駅 - 目黒区総合庁舎 - 三谷 - 東京医療センター前 - 深沢不動前 - 中町五丁目 - 用賀駅（瀬田営業所と共管）
- 恵32：恵比寿駅 → 目黒区総合庁舎 → 三谷 → 東京医療センター前 → 深沢不動前 → 中町五丁目（深夜バス）
- 恵32：五本木 → 三谷 - 東京医療センター前 - 深沢不動前 - 中町五丁目 - 用賀駅
- 恵32：五本木 → 目黒区総合庁舎 → 恵比寿駅
- 恵32：用賀駅 → 中町五丁目 → 深沢不動前 → 東京医療センター前 → 三谷
- 恵32：恵比寿駅 → 目黒区総合庁舎 → 守屋図書館

駒沢通りにはかつて、渋谷駅東口発着（渋谷駅東口 - 恵比寿間は渋72・恵比寿駅からは分断前の恵32と同一経路）の渋74系統と、東京駅直通で桜新町打ち切りの駒沢線こと東80系統が運行されており、このうち東80は不動前から弦巻を経て最後は駒沢が担当した。その後、東80系統は恵比寿駅を境に分断され、恵比寿以西が恵33系統として運行される。渋74も渋谷駅と恵比寿駅の間が廃止され、恵比寿駅から用賀・農大前・千歳船橋を経由して祖師ヶ谷大蔵駅を結ぶ路線となった。しかし、駒沢線はエビス線に吸収される形で1981年に廃止となる。
1994年1月17日付で再編成が行われ、用賀駅を境に恵32（恵比寿駅 - 用賀駅）と用01（用賀駅 - 祖師ヶ谷大蔵駅）に分断された。これは駒沢通りでの慢性的な渋滞によって発生する折返便の遅延を減らすことが狙いだった。祖師ヶ谷大蔵駅にバスターミナルが新設されるまでは一つ手前の祖師谷大蔵（祖師ヶ谷折返所→現・山野小学校）で発着していたが、駅前バスターミナルの新設で祖師ヶ谷大蔵駅まで延伸されている。
2001年3月1日、瀬田営業所より移管された。ただし下馬営業所の位置が路線の途中で早朝・最終バス間際に全線通しで運行がしにくいことから、同年3月16日よりその時間帯に限って瀬田担当便が復活。同営業所の用賀線の一部として運行している。時刻表にも瀬田担当便である記号が記載されていた。
2014年6月1日（日曜日）のダイヤ改正により、翌6月2日の運行から平日のみ恵比寿駅→中町五丁目の深夜バスが設定された。同改正により、恵比寿駅 - 守屋図書館の区間便が土曜日に1便だけ復活している。出庫時には五本木発、入庫時には恵比寿駅からは守屋図書館止まり・瀬田営業所行き（瀬田担当便のみ）、用賀駅からは三谷止まりが運転される。
2016年3月1日、下馬営業所から瀬田営業所に瀬田担当便を含めて全便移管、トランセ委託前の所管に戻った（その後、2022年4月1日に弦巻営業所に移管された。）

### 洗足線
- 渋71：渋谷駅東口 - 代官山駅入口 - 祐天寺 - 清水庚申 - 洗足駅
- 渋71：渋谷駅東口 - 代官山駅入口 - 祐天寺
- 渋71：洗足駅 - 清水庚申 - 目黒中央中学校

1952年6月25日に東急百貨店（渋谷駅東口）- 清水が開通し、1954年7月25日に洗足まで延長、1957年7月13日からは大岡山経由で洗足池に至る便も運行されていたが、1970年代に現行経路となった。なお円融寺前 - 洗足駅間は、戦前に目黒蒲田電鉄が運行した路線と重複する。
祐天寺二丁目交差点以降の目黒中央中学校 - 洗足駅は、清水（清水庚申）付近で目黒通りを横断する以外は専ら住宅街を通行する。沿線には実相山正覚寺・明顕山祐天寺・経王山円融寺といった著名な寺院・仏閣があり、目黒区役所（総合庁舎）への足としての重要な役割を担う路線でもある。
水道局目黒営業所前 - 清水庚申は交通規制（一方通行）により、洗足方面と渋谷方面で通行経路が異なる。そのため中央町二丁目は洗足方面のみ、清水は渋谷方面のみ停車となり、中央町はそれぞれの停留所が約200m離れている。この区間は狭隘路のため当路線は中型車限定運用となっている。開通当初、この付近では五本木から目黒通りへと直進するルートで往復とも運行されていた。
東急目黒線洗足駅のホームは地下にあり、ホーム直上に駅舎と東急ストアが建てられている。バスのりばは駅舎と東急ストアの間にあり、駅改札の裏側にあたる。
2007年3月16日より、目黒営業所から下馬営業所へ移管、同時に東急トランセ委託となるが、2016年3月1日にはトランセ委託を解除のうえ9年ぶりに目黒営業所に再移管、本社直営路線に戻った。下馬時代の出入庫は渋谷駅側からの祐天寺発着、洗足駅側からの目黒中央中学校発着として運行（いずれも下馬営業所への回送時でも祐天寺駅まで運転しない。渋谷駅→祐天寺行きは土曜夜1便のみの運行）で、サービスプロバイダー（運転士）の交代は水道局目黒出張所前で行なっていた。

### 中目黒百貨店循環線
- 中目02：中目黒駅→大橋→大坂上→道玄坂上→東急百貨店本店前→大坂上→大橋→中目黒駅

2013年12月14日から2014年1月13日の土日祝日（1月1日を除く）に期間限定で運行された。渋谷駅を通過し東急百貨店本店へ向かう点を除けば、概ね品川線（渋41、目黒担当）に並行した経路であった。

### 競馬線
- 大井町駅東口 - 大井競馬場（直行。池上営業所・目黒営業所と共管）

東京シティ競馬本場開催日、および南関東公営競馬他場あるいは中央競馬の場外発売を行う日のみ運行。大井町駅は東口のヤマダ電機前を発着していた。
元来、池上営業所と京浜急行バス大森営業所の共同運行だったが、コロナ2019のパンデミックに伴う無観客開催と前後して京浜急行バスが撤退。この分を引き受けるため、目黒営業所とともに2022年（令和4年）6月27日付で参入。しかし運転士不足に加えてインターネット投票の普及によりコロナ後の競馬場入場者が思うように回復しないと判断。大井競馬場における中央競馬の場外発売も年に数日しか行われないため、東急バスは令和5年度開催限りで本路線から撤退する方針を決定した。
2024年（令和6年）3月22日の令和5年度第19回大井開催最終日をもって廃止となり、昭和の時代から続いた大井競馬場への臨時送迎バスは他社も含め全て運行終了となった。同時に、大井町駅と品川区勝島を結ぶバス路線が消滅した。

### 高速渋谷相良線（現：高速渋谷藤枝線）
- 渋谷駅（マークシティ） ⇔ （東名高速道路）⇔ 仮宿 - 藤枝駅南口 - 井口堺 - 静波海岸入口 - 相良営業所
- 渋谷駅（マークシティ） ⇔ （東名高速道路）⇔ 東名御殿場 ⇔ 仮宿 - 藤枝駅南口 - 井口堺 - 富士山静岡空港 - 静波海岸入口 - 相良営業所

2024年（令和6年）6月1日：ダイヤ改正に伴い藤枝駅南口～相良営業所の運行を取り止め。同時に路線名称を高速渋谷藤枝線に改称。

### 二子玉川羽田空港線（一部系統の移管）
- 二子玉川ライズ・楽天クリムゾンハウス  ← 二子玉川駅  ←  羽田空港第1ターミナル ← 羽田空港第2ターミナル ← 羽田空港第3ターミナル
- 二子玉川ライズ・楽天クリムゾンハウス  ← 二子玉川駅  ←  羽田空港第2ターミナル ← 羽田空港第3ターミナル

新羽営業所の二子玉川成田空港線（渋谷成田空港線）の移管とトレードする形で、早朝の一便を除き新羽営業所へ移管。
路線沿革
- 2009年（平成21年）4月24日：二子玉川駅～羽田空港にて運行開始。弦巻営業所所管。
- 2014年（平成26年）9月1日：弦巻営業所から下馬営業所へ移管。
- 2015年（平成27年）12月1日：二子玉川ライズ・楽天クリムゾンハウスへ乗り入れ開始。
- 2016年（平成28年）7月13日：東急トランセ直営での運行に変更。
- 2019年（令和元年）10月1日：二子玉川駅停留所が降車専用となる。
- 2024年（令和6年）
  - 4月1日：東急トランセが東急バスに吸収合併された事に伴い、路線の運行を東急バスが継承。
  - 7月1日：新羽営業所へ移管。

## 車両
34台のバスを配置。日野、三菱ふそう、いすゞの車両が配置されている。かつては各営業所から経年車がかき集められ、特に富士重工5Eボディ車の最終形全車両（旧SI800〜SI807）が大橋・弦巻・池上・川崎・新羽の各営業所から集められ、自家用（白）ナンバーの教習用車両として運用していたのが特徴だった（このうちSI802と803は緑ナンバーのままで一般路線との兼用だった）。その後教習施設は高津に移管された。
2016年のエビス線移管前は大型車も配置され、大型車は原則エビス線、中型車は野沢線・洗足線を中心に使用されていた。エビス線移管後、一時期一般路線用の車両はすべて中型車に統一されていたが、2018年9月より野沢線が順次大型化され、大型車の配置が復活した。
渋谷線と野沢線を受け入れた当初は、淡島営業所から転入した三菱ふそう・エアロミディMKと新車の三菱ふそう・エアロミディMJのみという構成で、大型車は環七線移管時に弦巻営業所からUD製のU33およびUA440が、エビス線移管時に瀬田営業所から三菱ふそう・エアロスターが転入していた。
現在、大型車は空港リムジン車のみ配置され、渋谷空港線と二子空港線で使用される。主に環七線で使用されていたナロー車は環七線移管と同時に全車が弦巻営業所に転出し、大型車もエビス線移管に伴い全車が瀬田営業所に転出した。また野沢線の大型化に伴い、中型車も全車両がそれぞれ、目黒、弦巻、高津営業所へ転出した。現在一般路線車はすべて大型車で、UDトラックスOEM車の三菱ふそう・エアロスターSと日野ブルーリボンが配置されている。過去には日野・レインボーIIが多数所属していたが、そのうちのSI1126号車は東急バス創立20周年を記念し、観光バス初代塗装として導入された。現在は淡島営業所に転出している。
空港リムジン車と高速路線車は、日野、三菱ふそう、いすゞの車両が配置される。